# Emidio Ferlatti
Emidio Jean Bruno Ferlatti (Trieste, 24 febbraio 1933 – La Tour-sur-Orb, 7 marzo 2020) è stato un calciatore italiano naturalizzato francese, di ruolo portiere. È talvolta indicato con il nome di Emilio Ferlatti.

## Carriera
Nato in Italia, nel 1946 Ferlatti si trasferì con la famiglia a Le Bousquet-d'Orb, in Francia. Nel 1953 acquisì la cittadinanza francese.
Nella stagione 1956-1957 gioca 3 partite in Division 2, la seconda serie francese, con il Béziers, con cui conquista la promozione in prima divisione; nel corso della stagione gioca inoltre una partita in Coppa Charles Drago (il 3 marzo 1957, Béziers-Olympique Marsiglia 0-1).
Nella stagione successiva gioca invece 3 partite in Division 1, la massima serie francese, campionato che la sua squadra conclude con una retrocessione. In particolare, Ferlatti gioca nella terza giornata di campionato (sconfitta per 4-0 sul campo del Sochaux), nella ventitreesima giornata (sconfitta per 3-1 sul campo dell'Angers) e nella ventiquattresima giornata (sconfitta per 8-4 sul campo del Sedan).
Rimane poi in rosa nel Béziers per altri due campionati consecutivi, entrambi in seconda divisione: in particolare, gioca 7 partite nel campionato 1958-1959 e 7 partite nel campionato 1959-1960. Rimane infine in rosa anche nella stagione 1960-1961, trascorsa sempre in seconda divisione, e concluso al quinto posto in classifica (ovvero subito dietro alle squadre che hanno conquistato la promozione in prima divisione).